# Brewster Hopkinson Shaw
Pour les articles homonymes, voir Shaw.
Brewster Hopkinson Shaw Jr. est un astronaute américain né le 16 mai 1945. Son père est Brewster Hopkinson Shaw et sa mère est Leone M. Lee.

## Vols réalisés
- 28 novembre 1983 : Columbia STS-9
- 27 novembre 1985 : Atlantis STS-61-B
- 8 août 1989 : Columbia STS-28